# Knud Rasmussens hus

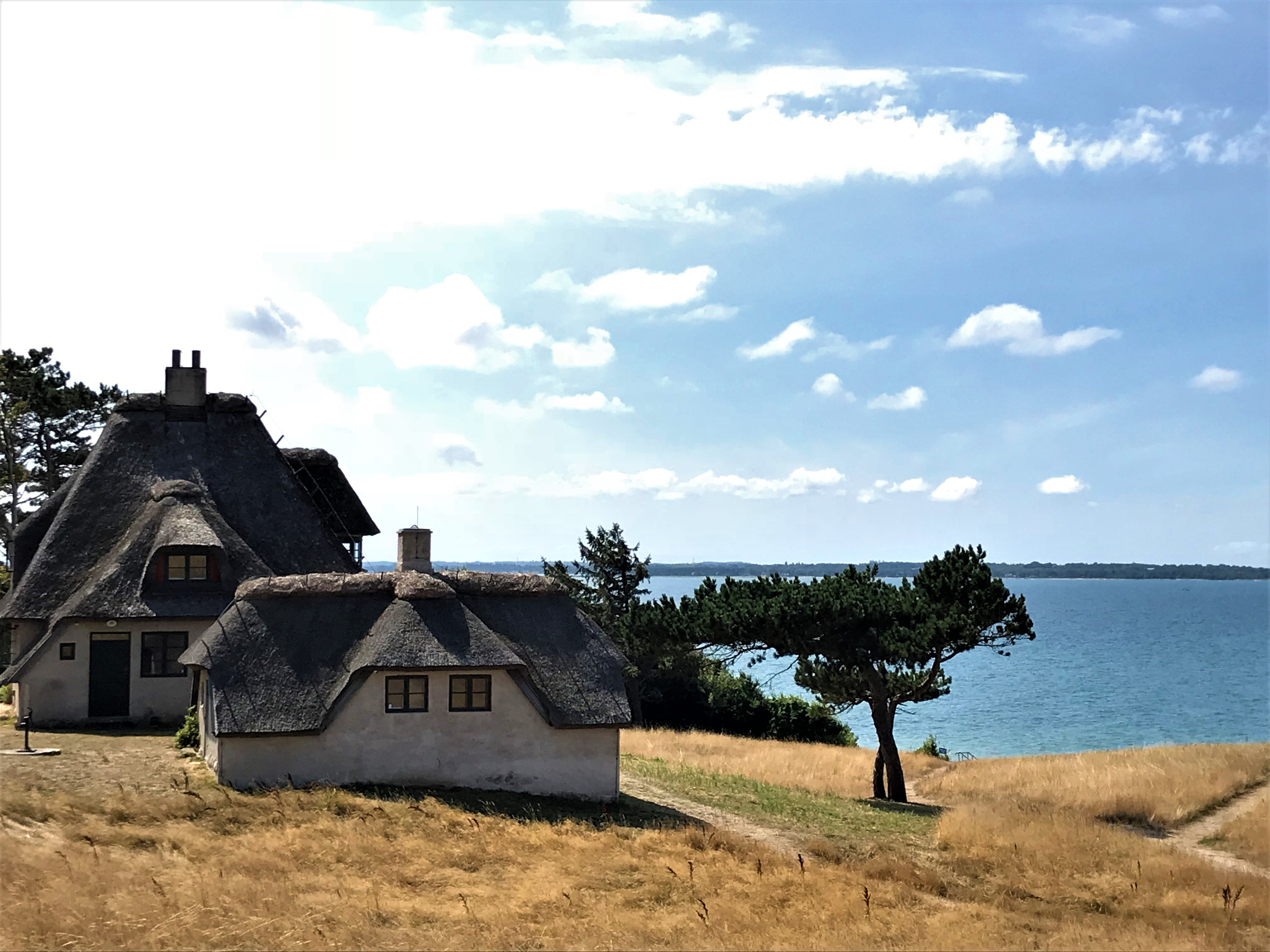
Knud Rasmussens hus

Knud Rasmussens hus i Hundested var den danske polarforskaren Knud Rasmussens (1879–1933) arbetshus när han var i Danmark. Det är idag inrättat som personmuseum för forskaren, med minnen från hans vetenskapliga expeditioner på Grönland, där han också var född. Huset är en del av Industrimuseet Frederiks Værk. Det ligger vid Hesselöbukten vid Kattegatt, på skansområdet nordöst om Hundesteds hamn. 
Till huset hör ett över 25 000 kvadratmeter stort naturområde. Här finns också Spodsbjergs fyr.
Mellan huset och fyren finns ett monument uppfört 1936 till minne av polarforskaren. Initiativtagare till monumentet var konstnären Sigurd Schou, som också formgivit det. Monumentet är byggt av stenar samlade från bosättningar längs den grönländska kusten. Konverteringen av Knud Rasmussens hus till ett museum 1939 skedde enligt ritningar av samma konstnär.

## Historik
Det var Knud Rasmussen själv, som tog initiativet till att bygga ett hus vid havet, vid Spodsbjerg fyr i bergen ovanför Hundested. Huset ritades av arkitekten Helge Bojsen-Møller (1874–1946), som inspirerats av liknande byggnader på den engelska landsbygden, och som tidigare ritat ett stort antal byggnader på bland annat Grönland. Det stod klart 1917. Här planerade Knud Rasmussen sina expeditioner, arbetade med sina manuskript och träffade vänner, författare och kollegor. Ett annex där forskaren hade sitt privata arbetsrum tillkom några år senare, och sammanbands så småningom med huvudbyggnaden genom att bygga en lång korridor mellan husen.
År 1939 överlämnade Knud Rasmussens änka, Dagmar Rasmussen, tomten och huset med samtliga inventarier till Torups socken. Huset öppnades för allmänheten en kort tid därefter, efter att ha anpassats för museiändamål efter ritningar av konstnären Sigurd Schou.
En tidig morgon i slutet av oktober 2011 drabbades sidobyggnaden, med forskarens arbetsrum i stort sett intakt sedan hans död 1933 av en brand, som tack vare en gynnsam vindriktning aldrig nådde huvudbyggnaden. Skadorna på Knud Rasmussens hus visade sig ändå vara mera omfattande än vad man först bedömt, men efter en omfattande renovering kunde museet återöppna 2012. 

## Bildgalleri

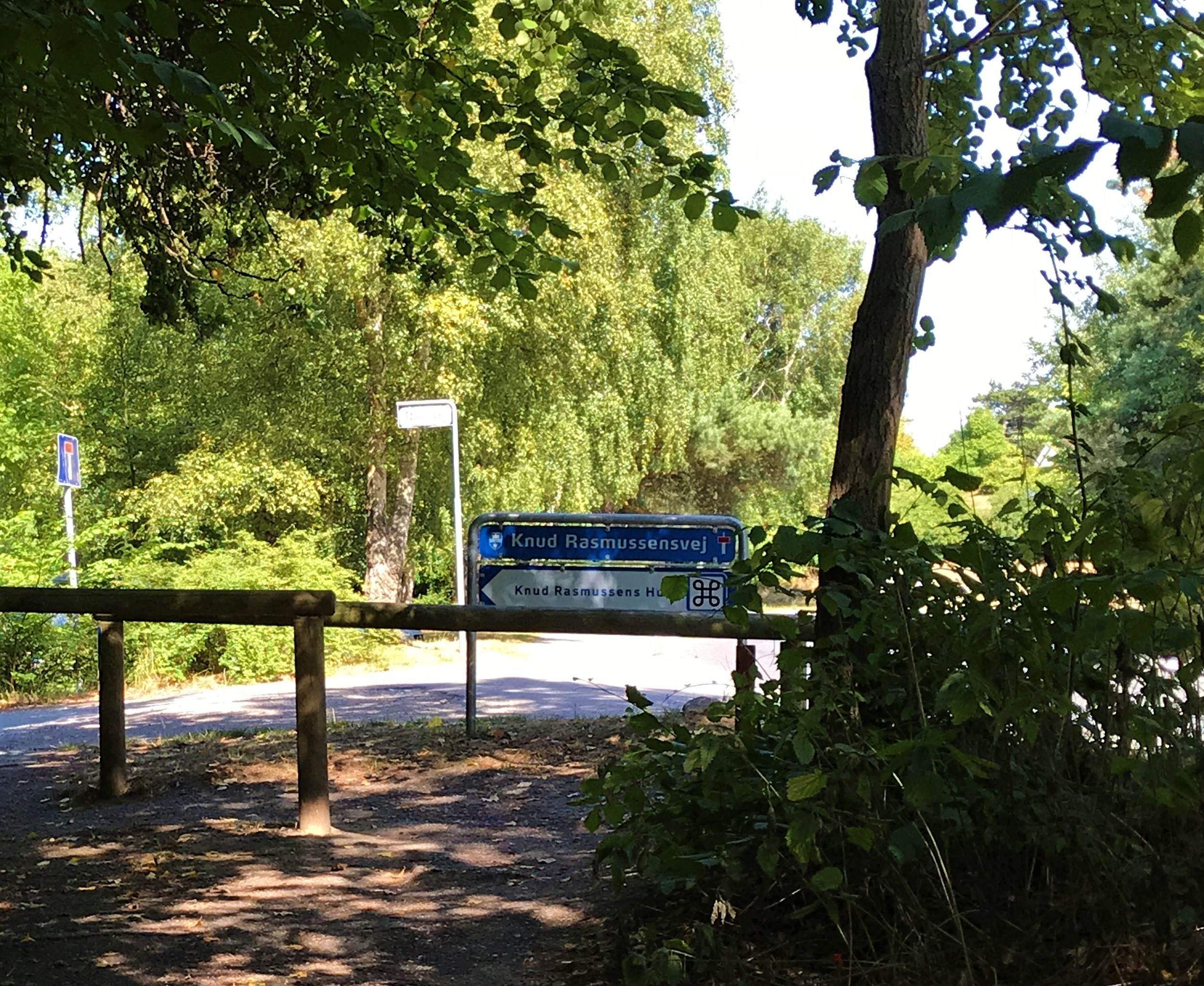
Vägen mot Knud Rasmussens hus
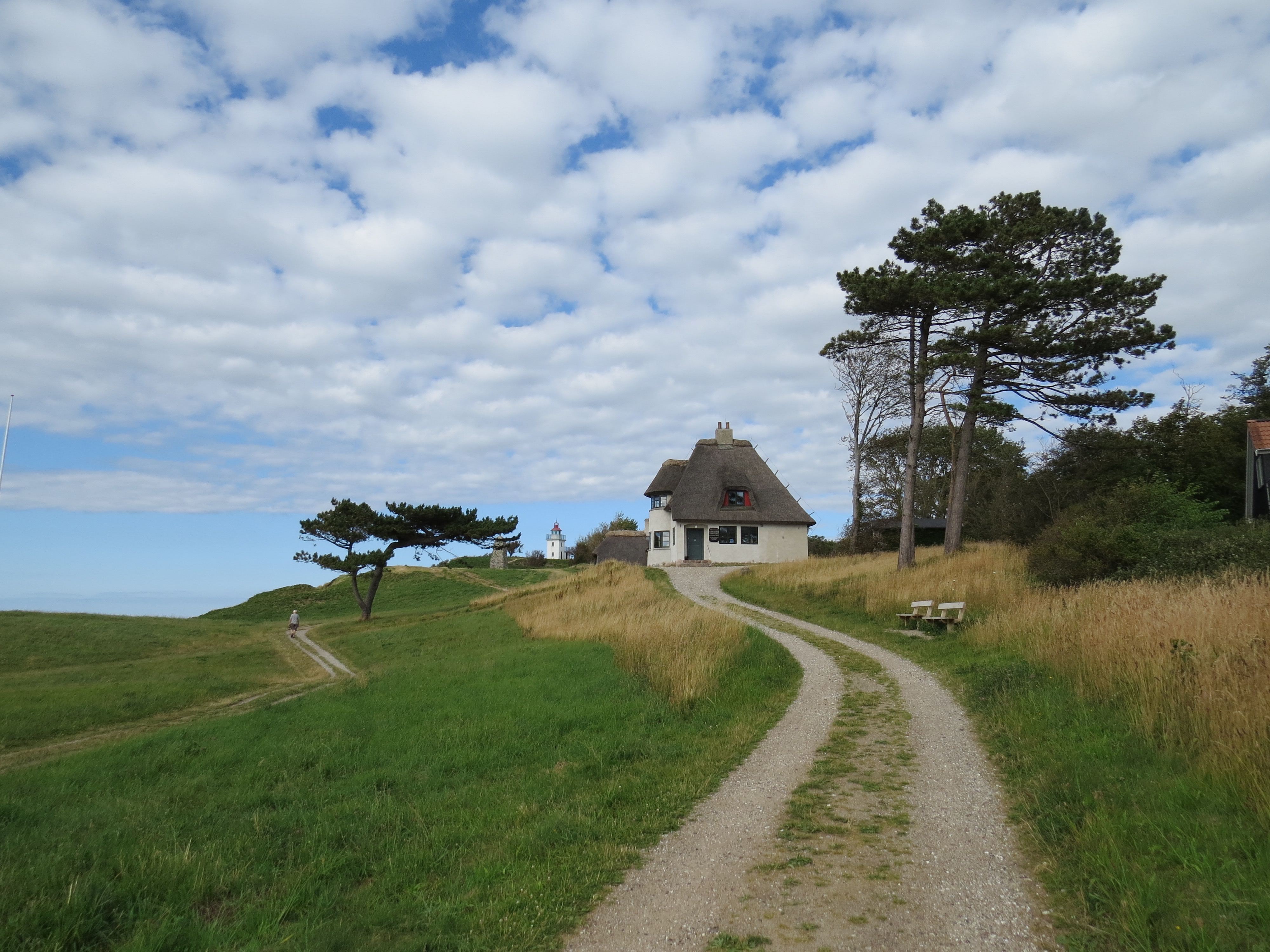
Vägen mot Knud Rasmussens hus
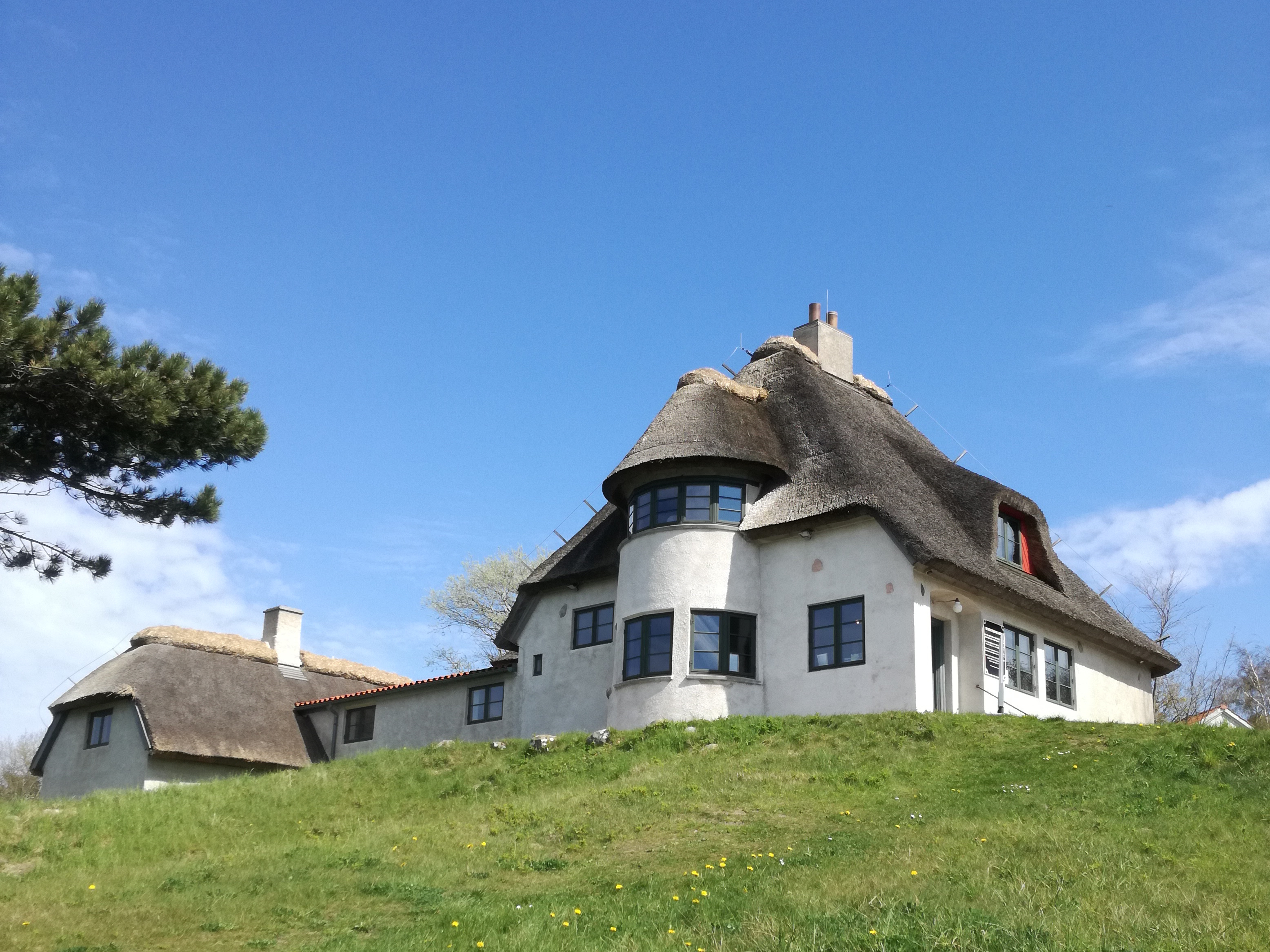
Husen sedda från sjösidan
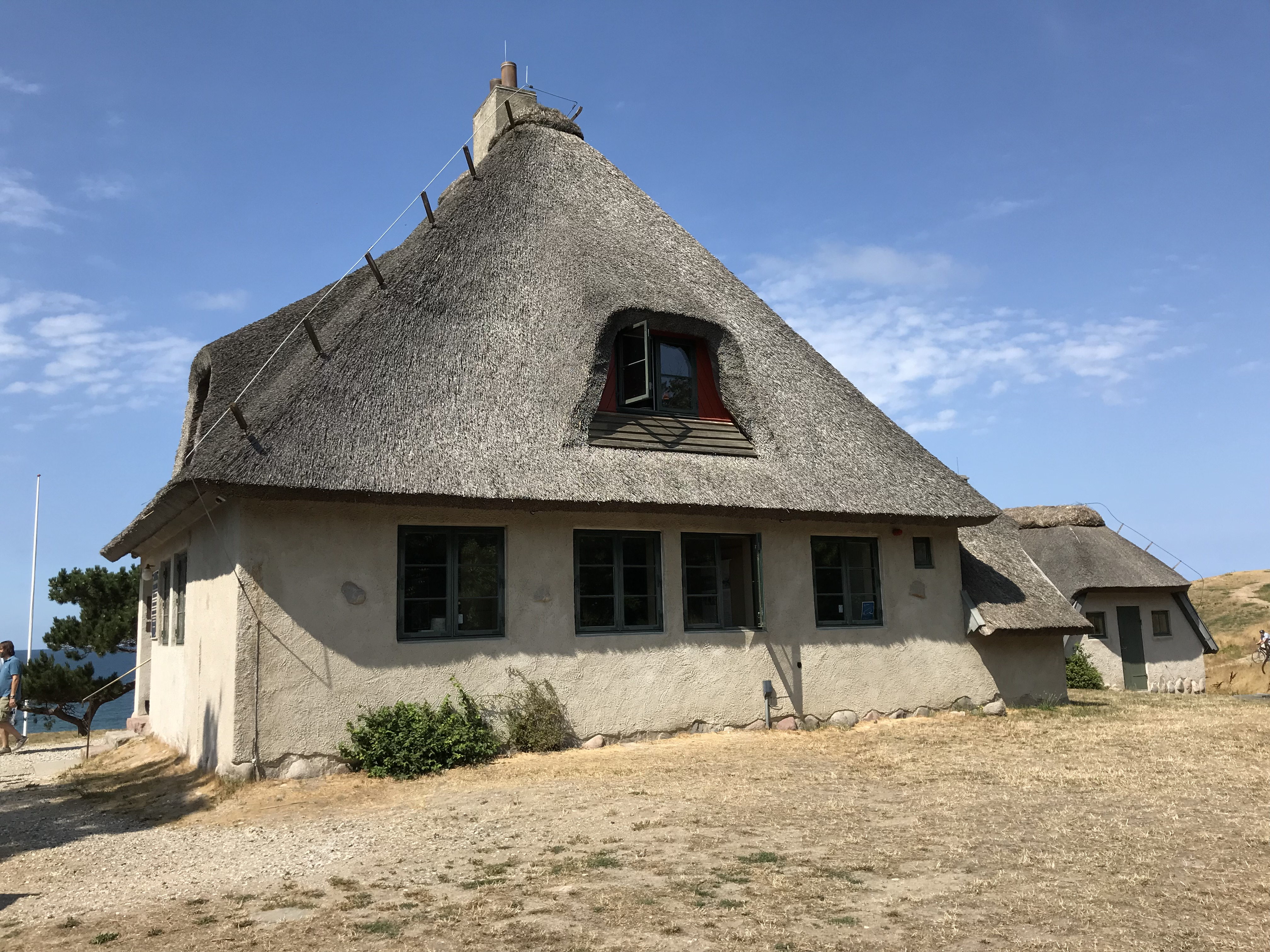
Huvudbyggnaden
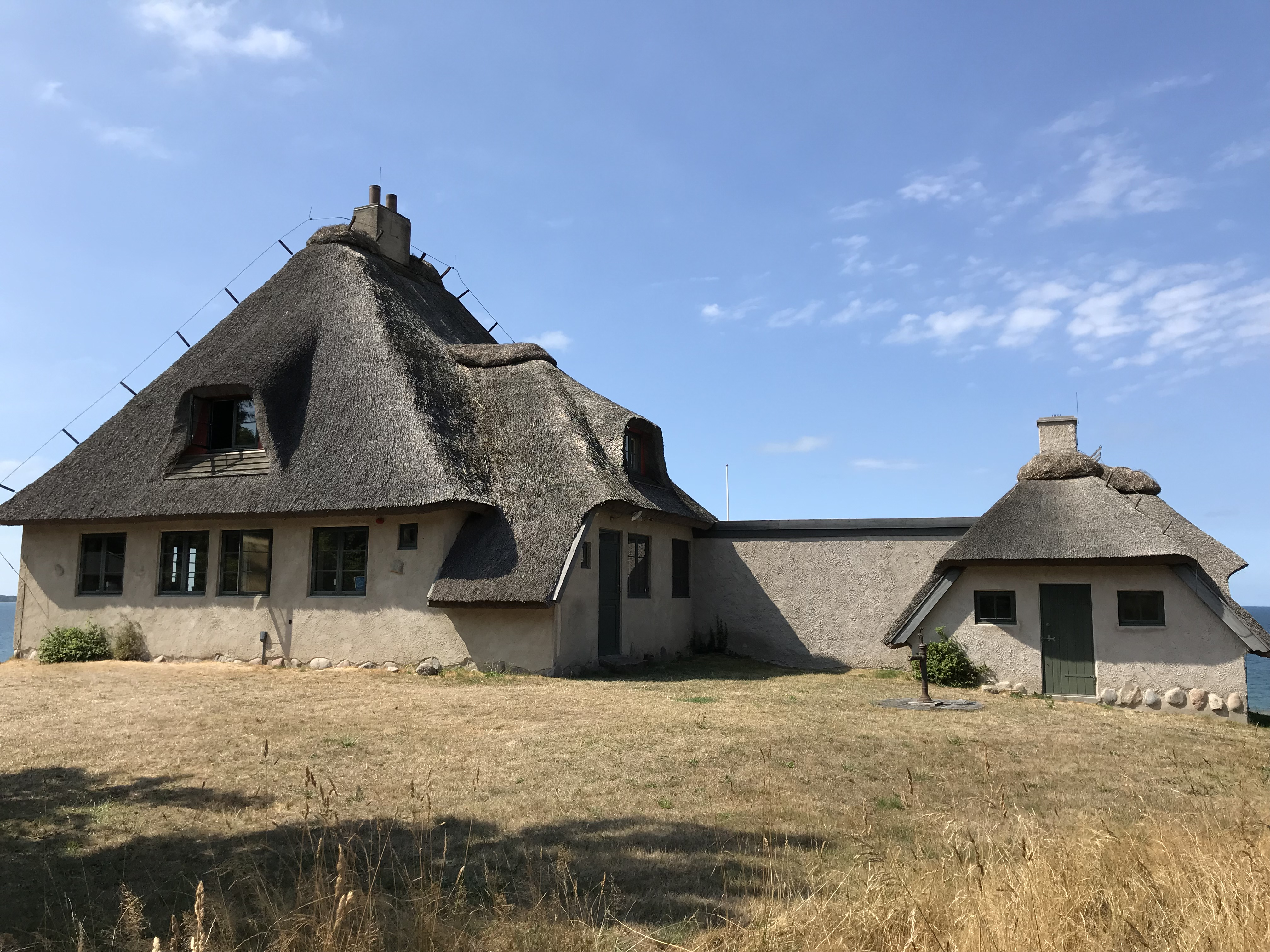
Huvudbyggnaden och ett mindre hus, med Knud Rasmussens arbetsrum
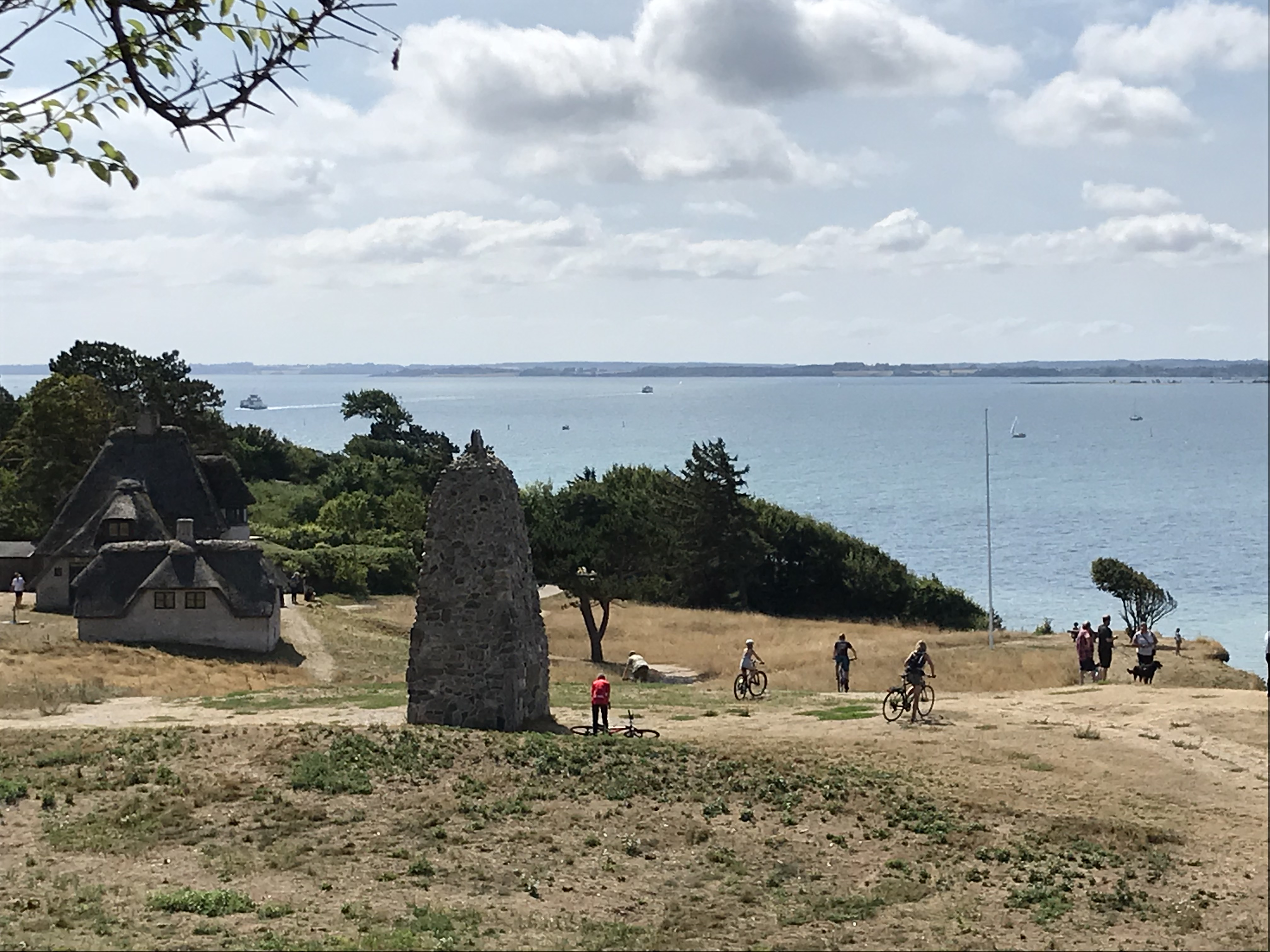
Utsikten mot Kattegatt
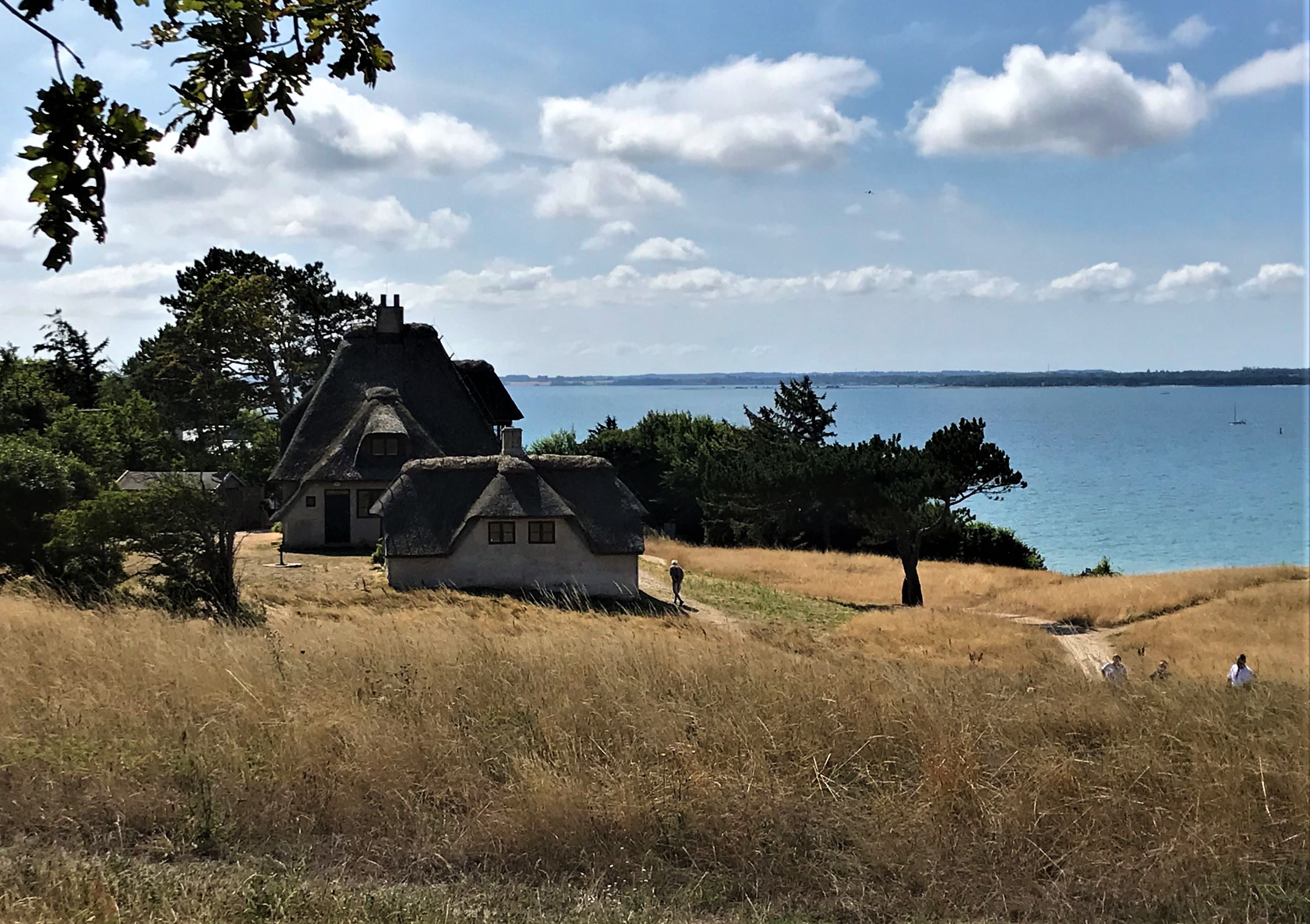
Husen vid Hesselöbukten
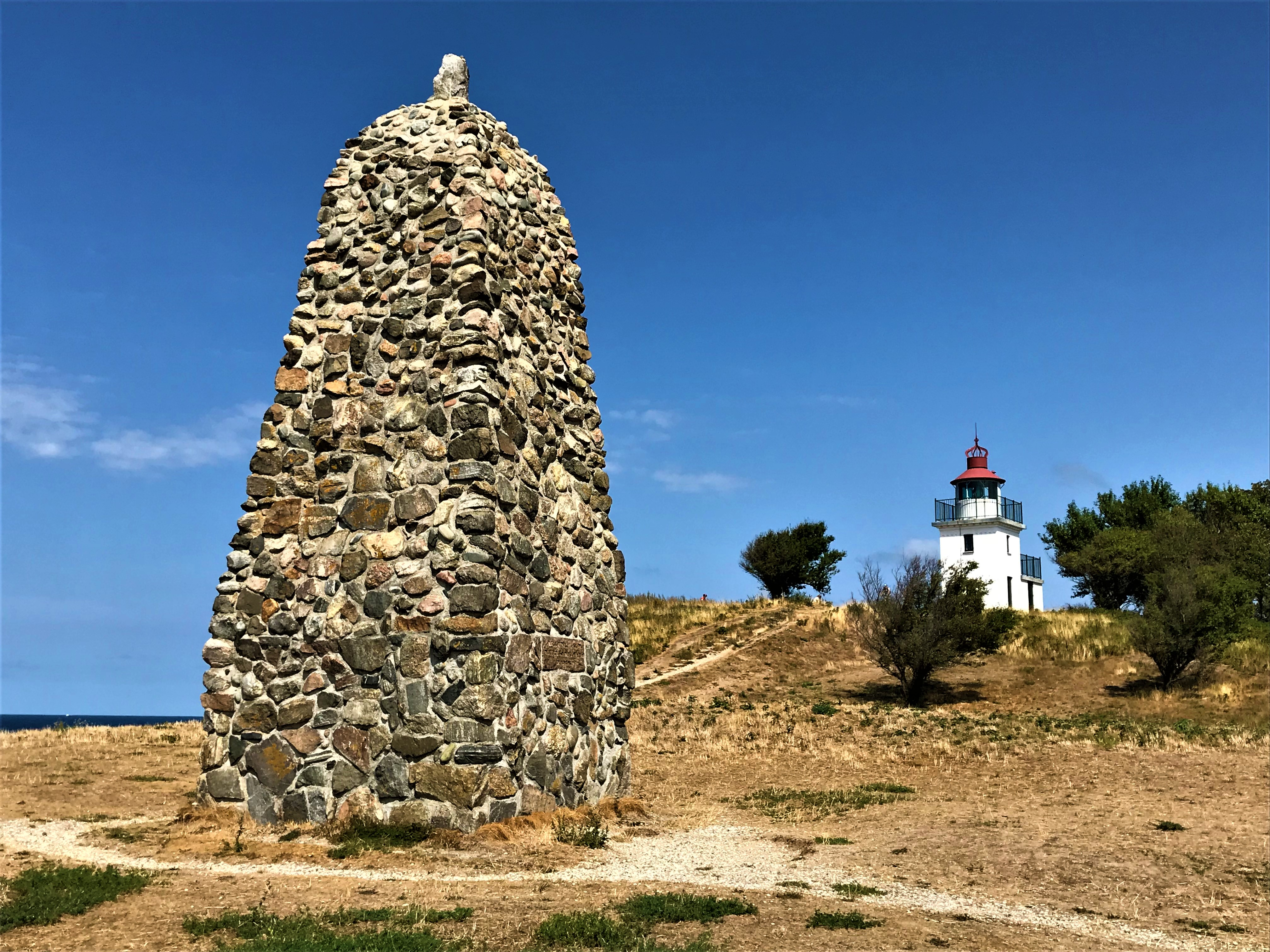
Ett monument till minne av Knut Rasmussen, ritat av Sigurd Schou. I bakgrunden Spodsbjergs fyr.
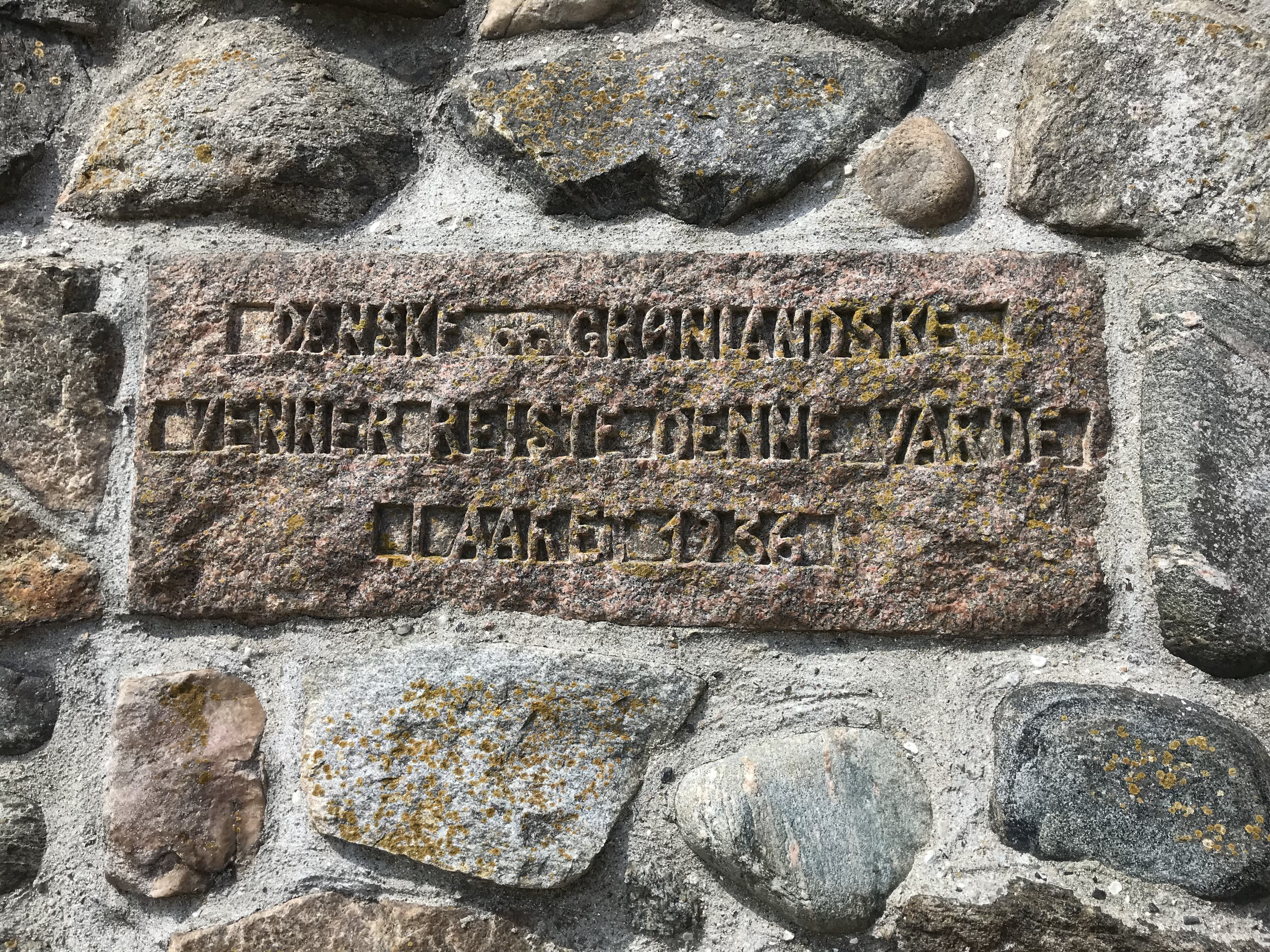
Detalj
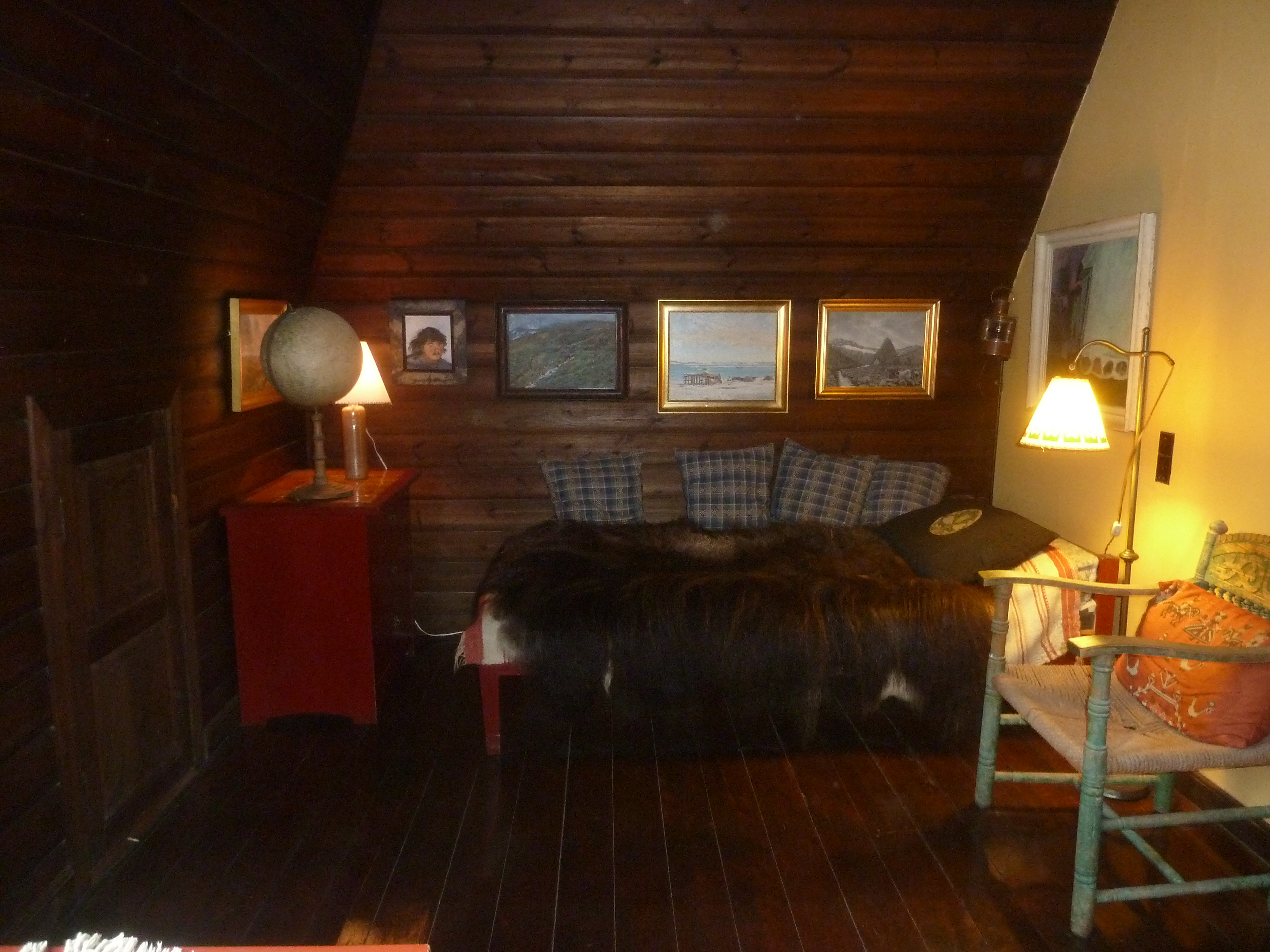
Interiör
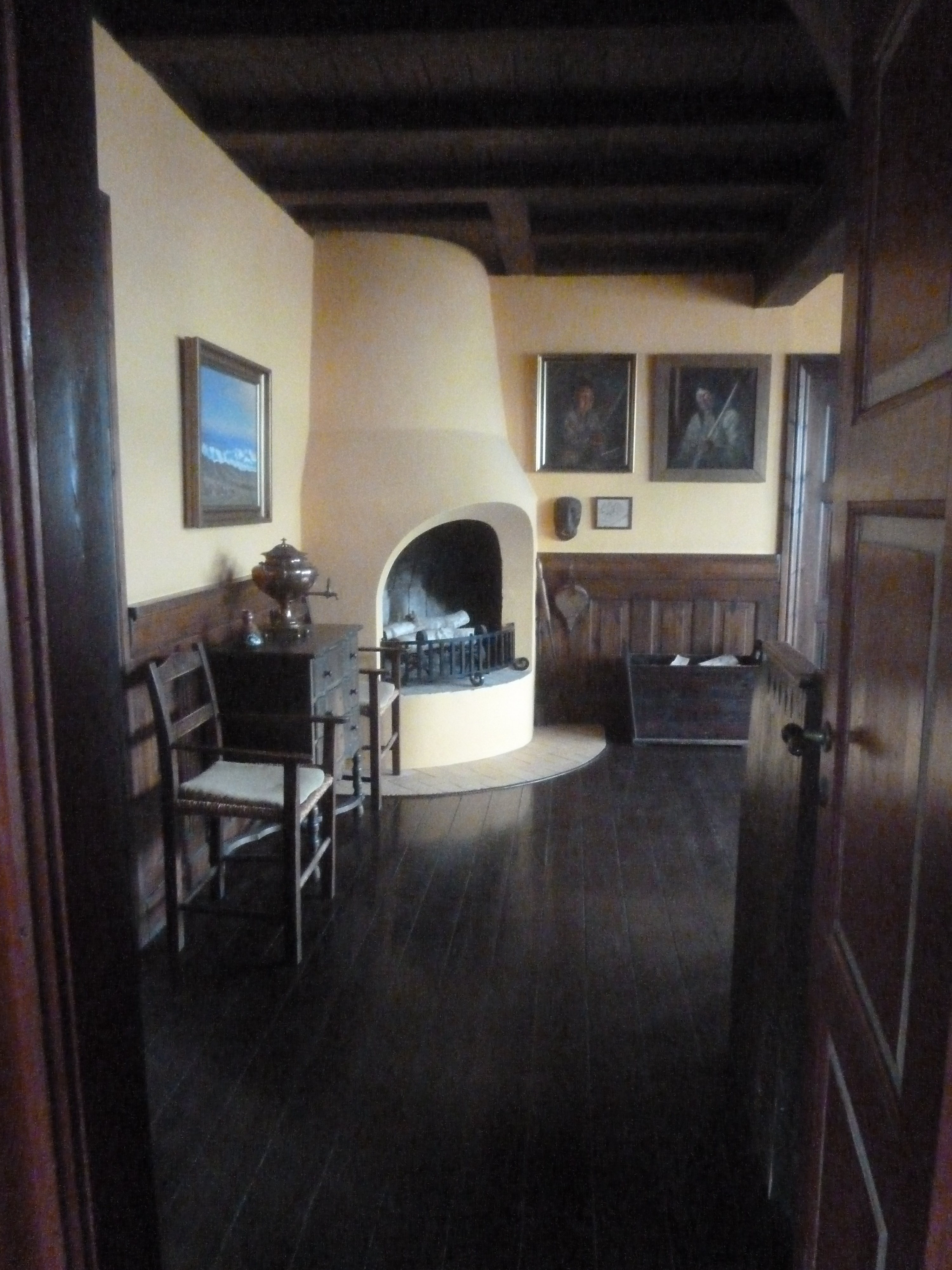
Interiör
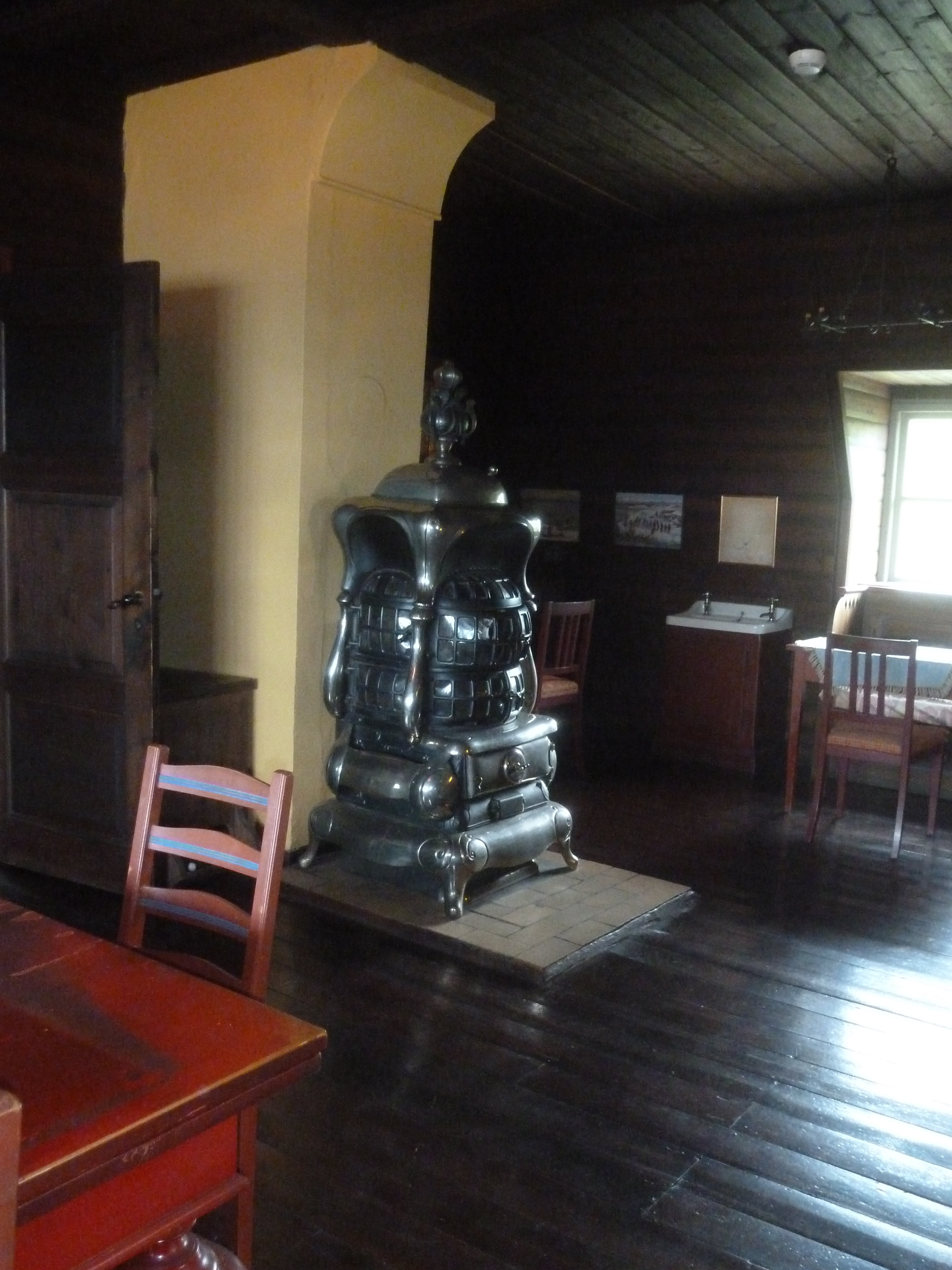
Interiör